# Satellites naturels de Jupiter
On connaît 97 satellites naturels de Jupiter, tous confirmés, dont 72 numérotés, dont 57 nommés. Jupiter est la deuxième planète du Système solaire ayant le plus grand nombre de satellites naturels observés, après Saturne (274).

## Historique des découvertes

### Premières découvertes (1610)

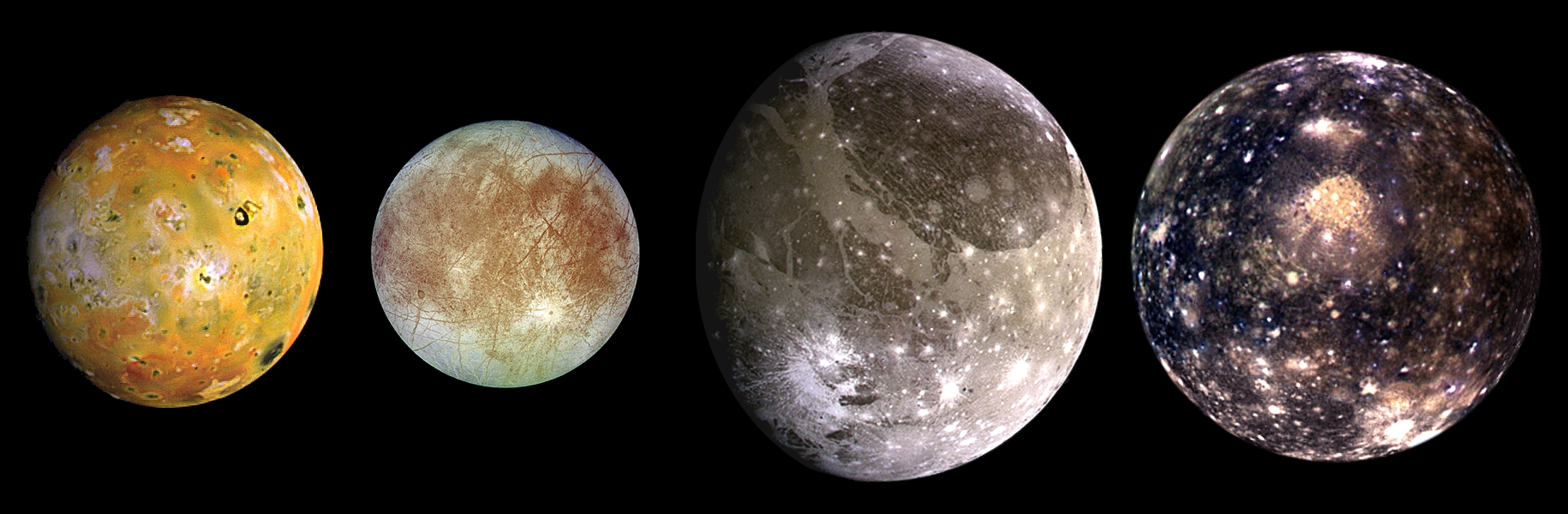
Les quatre satellites galiléens : Io, Europe, Ganymède et Callisto.

Les premières lunes de Jupiter furent découvertes en 1610, lorsque Galilée observa les quatre grands satellites du système jovien : Io, Europe, Ganymède et Callisto. Ces satellites, les premiers à avoir été observés en dehors de la Lune, ont été ensuite nommés satellites galiléens (ou lunes galiléennes) en son honneur. Il est possible cependant qu'une observation antérieure ait été réalisée en 362 av. J.-C. par l'astronome chinois Gan De.

### Autres découvertes avant l'exploration spatiale du système (1892-1975)
De la fin du XIXe siècle au début des années 1950, huit autres satellites furent découverts : Amalthée (1892), Himalia (1904), Élara (1905), Pasiphaé (1908), Sinopé (1914), Lysithée et Carmé (1938), et Ananké (1951). Pendant les années 1970, deux autres satellites furent observés à partir de la Terre : Léda (1974) et Thémisto (1975), qui fut ensuite perdu puis retrouvé en 2000.

### Voyager(1979)
Avant l'arrivée de sondes spatiales dans l'environnement de Jupiter, 13 satellites étaient donc connus (14 en comptant Thémisto). Les missions Voyager, qui survolèrent le système jovien en 1979, permirent la découverte de trois nouvelles lunes : Métis et Thébé en mars 1979 sur des photographies de Voyager 1, Adrastée en juillet 1979 par Voyager 2.

### Nouvelles découvertes (1999-2003)
Entre 1979 et 1999, aucun nouveau satellite de Jupiter ne fut découvert et il fallut attendre des progrès dans le domaine des détecteurs pour que les observations reprennent.
Le 6 octobre 1999, le programme Spacewatch découvrit ce qui fut d'abord considéré comme un nouvel astéroïde, 1999 UX18, puis rapidement identifié comme une nouvelle lune de Jupiter, Callirrhoé.
Un an plus tard, entre le 23 novembre et le 5 décembre 2000, l'équipe de Scott S. Sheppard et David Jewitt de l'université d'Hawaï débuta une campagne systématique de dépistage des petites lunes irrégulières de Jupiter. L'équipe varia au fil du temps, incluant Yanga R. Fernández, Eugene A. Magnier, Scott Dahm, Aaron Evans, Henry H. Hsieh, Karen J. Meech, John L. Tonry, David J. Tholen (tous de l'université d'Hawaï), Jan Kleyna (université de Cambridge), Brett James Gladman (université de Toronto), John J. Kavelaars (Institut Herzberg d'astrophysique), Jean-Marc Petit (Observatoire de Besançon) et Rhiannon Lynne Allen (université du Michigan / université de la Colombie-Britannique). Elle utilisa des caméras CCD, les plus grandes au monde, montées sur deux des treize télescopes situés au sommet du Mauna Kea à Hawaï : le télescope Subaru (8,3 mètres de diamètre) et le télescope Canada-France-Hawaï (3,6 mètres).
Les observations de 2000 révélèrent dix nouvelles lunes, portant le total de satellites à 28 après la redécouverte de Thémisto au début de l'année 2000 : S/2000 J 2 (futur Calycé), S/2000 J 3 (futur Jocaste), Érinomé, Harpalycé, Isonoé, Praxidiké, Mégaclité, Taygèté, Chaldèné et Dia. Pour sa part, S/2000 J 1 se révèle être le même satellite que celui découvert en 1975, S/1975 S 1, baptisé Thémisto en 2002.
L'année suivante, du 9 au 11 décembre 2001, onze autres lunes furent découvertes, amenant le total à 39 : Hermippé, Eurydomé, Spondé, Calé, Autonoé, Thyoné, Pasithée, Euanthé, Orthosie, Euporie et Aitné.
L'année 2002 fut moins fructueuse et une seule lune, Arché, fut découverte. En revanche, une session d'observation menée du 5 au 9 février 2003 conduira à la découverte de 23 nouveaux satellites : Eukéladé, S/2003 J 2, S/2003 J 3, S/2003 J 4, S/2003 J 5, Hélicé, Aoédé , Hégémone , S/2003 J 9, S/2003 J 10, Callichore, S/2003 J 12 , Cyllèné, Coré, S/2003 J 15, S/2003 J 16, Hersé, S/2003 J 18 , S/2003 J 19, Carpo , Mnémé , Thelxinoé  et S/2003 J 23 .

### Nouvelles confirmations et dernières découvertes (2010-2011 et depuis 2016)
Le 7 septembre 2010, Robert A. Jacobson, Marina Brozović, Brett Gladman et Mike Alexandersen découvrent S/2010 J 1 en utilisant le télescope de 5 mètres du mont Palomar. Le 8 septembre 2010, Christian Veillet découvre S/2010 J 2 en utilisant le télescope de 3,5 mètres Canada-France-Hawaï (CFHT) à Hawaï. Les deux satellites sont officiellement numérotés le 7 mars 2015 : S/2010 J 1 et S/2010 J 2 deviennent respectivement Jupiter LI et Jupiter LII.
Le 27 septembre 2011, Scott S. Sheppard découvre avec le télescope Baade S/2011 J 1 et S/2011 J 2,,.
La plupart des 51 satellites découverts après 2000 possèdent des orbites éloignées, excentriques, inclinées et rétrogrades ; ils font en moyenne 3 kilomètres de diamètre, le plus grand atteignant à peine 9 kilomètres. On pense que ce sont tous des corps astéroïdaux ou cométaires capturés, possiblement fragmentés en plusieurs morceaux.
S/2000 J 11 est finalement réobservé en 2010 et 2011, réintégrant l'objet à la liste. Il est finalement numéroté et baptisé le 7 mars 2015 : Jupiter LIII Dia.
Le 2 juin 2017 est annoncée la découverte d'un nouveau satellite de Jupiter, S/2016 J 1, rebaptisé Jupiter LIV le 9 juin. Le 2 juin est aussi annoncée la réobservation de trois satellites découverts en 2003 et 2011 et depuis considérés comme perdus : S/2003 J 18, S/2011 J 2 et S/2003 J 5, renommés respectivement Jupiter LV, Jupiter LVI et Jupiter LVII également le 9 juin.
La réobservation de S/2003 J 15 est annoncée le 5 juin 2017. Le même jour est également annoncée la découverte de S/2017 J 1. Ces deux satellites sont respectivement rebaptisés Jupiter LVIII et Jupiter LIX le 9 juin 2017.
Le 15 juillet 2017, le Centre des planètes mineures publie la circulaire électronique 2017-N78, cette dernière présentant la réobservation de S/2003 J 3 entre le 24 février et le 18 juin 2017. Cette lune reçoit finalement la désignation Jupiter LX le 5 octobre 2017 dans la circulaire sur les planètes mineures no 106505.
Le 17 juillet 2018, la réobservation de S/2003 J 19 par Scott S. Sheppard est annoncée dans la MPEC 2018-O08. Le même jour, la découverte de 10 nouveaux satellites par le même astronome est annoncée dans les MPEC 2018-O09 à O18 : S/2016 J 2, alors nommé de façon encore non officielle Valétudo, ainsi que S/2017 J 2, S/2017 J 3, S/2017 J 4, S/2017 J 5, S/2017 J 6, S/2017 J 7, S/2017 J 8, S/2017 J 9 et S/2018 J 1.
Le 17 septembre 2018 est annoncée la réobservation de S/2011 J 1.
S/2003 J 19, les dix satellites annoncés en 2018 ainsi que S/2011 J 1 sont officiellement numérotés Jupiter LXI à Jupiter LXXII dans cet ordre (pour les dix annoncés en 2018, dans l'ordre de l'annonce de leur découverte) le 25 septembre 2018 dans la Minor Planet Circular no 111804.
Jupiter LXII est officiellement baptisé Valétudo le 3 octobre 2018.
Le 21 février 2019, Scott Sheppard et les autres co-découvreurs lancent un concours, ouvert jusqu'au 15 avril, pour baptiser cinq des derniers satellites confirmés de Jupiter : Jupiter LVII (S/2003 J 5), Jupiter LVIII (S/2003 J 15), Jupiter LX (S/2003 J 3), Jupiter LXV (S/2017 J 4) et Jupiter LXXI (S/2018 J 1). Les noms sont révélés le 19 août 2019 : Eiréné pour Jupiter LVII, Philophrosyne pour Jupiter LVIII, Euphémé pour Jupiter LX, Pandia pour Jupiter LXV et Ersa pour Jupiter LXXI,,.
Le 9 septembre 2020 est prépublié sur arXiv un article d'Edward Ashton, Matthew Beaudoin et Brett Gladman qui annonce la détection de 52 potentiels satellites : 7 identifiés à des lunes déjà connues (Hermippé, Érinomé, S/2003 J 16, Jupiter LIX, Jupiter LII, Jupiter LXIX et Jupiter LI) et 45 nouveaux candidats. Ils estiment par ailleurs à environ 600 (plus ou moins un facteur 2) la population de satellites joviens de plus de 0,4 kilomètre. La réobservation de S/2003 J 16 est officiellement confirmée le 4 novembre 2020 par la MPEC 2020-V10. Le lendemain est annoncée la réobservation de S/2003 J 9 dans la MPEC 2020-V19. Le 13 janvier 2021 est officialisée la réobservation de trois satellites : S/2003 J 23, S/2003 J 12 et S/2003 J 4. Le 26 janvier est officialisée la réobservation de S/2003 J 2.
Le 15 novembre 2021 est annoncée la découverte du 80e satellite de Jupiter, S/2003 J 24.
Le 12 octobre 2022 est annoncée la réobservation de S/2003 J 10, le seul satellite de Jupiter qui restait jusqu'alors observé à une seule opposition.
Pendant l'hiver 2022-2023 est annoncée la découverte de quinze nouveaux satellites. Le 20 décembre 2022 est annoncée la découverte de deux nouveaux satellites membres du groupe d'Himalia : S/2018 J 2 et S/2011 J 3. Le 5 janvier 2023 sont annoncés deux satellites supplémentaires : S/2016 J 3, qui appartient au groupe de Carmé, et S/2021 J 1, qui appartient au groupe d'Ananké. Le 19 janvier 2023 sont annoncés cinq autres satellites : S/2021 J 2 et S/2021 J 3, qui appartiennent au groupe d'Ananké, et S/2018 J 3, S/2021 J 4 et S/2021 J 5, qui appartiennent au groupe de Carmé. Le lendemain sont annoncés S/2021 J 6, qui appartient aussi au groupe de Carmé, et S/2018 J 4, le deuxième membre connu du groupe de Carpo (le premier étant Carpo lui-même). Enfin, le 24 janvier est annoncé S/2016 J 4, qui appartient au groupe de Pasiphaé. Ces douze satellites avaient tous déjà été observés à plusieurs oppositions lors de l'annonce de leur découverte. Le 22 février 2023 est annoncée la découverte de 3 nouveaux satellites, alors observés à une seule opposition : S/2022 J 1 et S/2022 J 2, qui appartiennent au groupe de Carmé, et S/2022 J 3, qui appartient au groupe d'Ananké. Ces trois satellites sont confirmés le 23 février 2024,,.
Le 30 avril 2025 est annoncée la découverte de deux satellites supplémentaires : S/2017 J 10, du groupe d'Ananké, et S/2017 J 11, du groupe de Carmé.

### Récapitulatif

Masses relatives des satellites de Jupiter. Les satellites non galiléens combinés représentent moins de 0,003 % de la masse totale.

Les quatre premiers satellites découverts le furent par Galilée en 1610. Entre 1892 et 1975, avant l'exploration du système jovien par les sondes Voyager, dix satellites supplémentaires furent découverts depuis le sol, portant le total à 14 (en incluant Thémisto). L'exploration du système jovien par les sondes jumelles en 1979 permit la découverte de trois lunes supplémentaires. De nouvelles observations entre 1999 et 2003 firent exploser ce nombre en le portant à 63, bien qu'un nombre important de ces petits satellites fussent par la suite perdus, faute d'observations ultérieures qui auraient permis de mieux connaître leur orbite, rendant de ce fait leur position orbitale indéterminée. De nouvelles observations à partir de 2010 permirent de découvrir 34 nouveaux satellites et de retrouver tous les satellites perdus.
Au 30 avril 2025, on connaît donc 97 satellites naturels autour de Jupiter, tous confirmés, parmi lesquels 72 sont officiellement numérotés, dont 57 nommés. Selon Scott Sheppard, toutes les lunes perdues ont probablement été réobservées en 2017 et de nouvelles lunes ont possiblement été trouvées. De nouvelles observations ont eu lieu en 2018 pour confirmer lesquelles sont des redécouvertes, lesquelles sont de nouvelles découvertes et éventuellement trouver de nouvelles lunes supplémentaires. Tous ces objets mesurent probablement au plus quelques kilomètres de diamètre.

## Nomenclature
Par convention, les satellites de Jupiter portent des noms d'amantes, d'amants ou de descendants du dieu. Les satellites externes ayant une orbite prograde ont généralement des noms internationaux se terminant par la lettre a (la lettre o dans quelques cas particuliers), et les satellites rétrogrades des noms se terminant par e. Attention : plusieurs astéroïdes portent les mêmes noms que certaines des lunes de Jupiter : (9) Métis, (38) Léda, (52) Europe, (85) Io, (113) Amalthée, (239) Adrastée et (1036) Ganymède (pour ce dernier, le nom international, Ganymed, se distingue de celui du satellite de Jupiter, Ganymede).
Les satellites découverts entre 1904 et 1951 (Himalia, Élara, Pasiphaé, Sinopé, Lysithéa, Carmé et Ananké) ne furent officiellement nommés qu'en 1975, bien après le décès de leurs découvreurs. Ils n'étaient jusqu'alors connus que par leurs désignations en chiffres romains (Jupiter VI à Jupiter XII).

## Groupes
Les satellites de Jupiter peuvent être regroupés en plusieurs groupes. Les regroupements intérieurs sont facilement identifiables :
- groupe d'Amalthée ;
- lunes galiléennes.

Les satellites irréguliers de Jupiter.

Les satellites irréguliers progrades : 
- Thémisto, isolé spatialement ;
- groupe d'Himalia, resserré, dont les demi-grands axes sont de l'ordre de 11,86 ± 0,695 Gm et les inclinaisons de 27,5 ± 0,8° ; les excentricités varient de 0,11 à 0,25 ;
- Carpo et Valétudo, deux autres satellites isolés.

Le premier diagramme illustre les orbites des satellites irréguliers de Jupiter (Himalia étant sensiblement le plus gros). L'excentricité des orbites est représentée par les segments (de périastre à apoastre) avec l'inclinaison représentée sur l’axe vertical. Les satellites au-dessus de l’axe horizontal sont progrades, ceux au-dessous sont rétrogrades. Le demi-grand axe est exprimé en gigamètres (millions de kilomètres) et la fraction du rayon de la sphère de Hill. Le diagramme suivant montre séparément la distribution de l’inclinaison contre l’excentricité pour les satellites rétrogrades, en facilitant l’identification des groupes.
La quasi-totalité des satellites extérieurs rétrogrades irréguliers de Jupiter semblent pouvoir être regroupés en trois grandes familles, partageant des caractéristiques orbitales communes et portant le nom de leur plus gros membre respectif. Ces familles correspondent à des regroupements en demi-grand axe, mais aussi en inclinaison et en excentricité. 

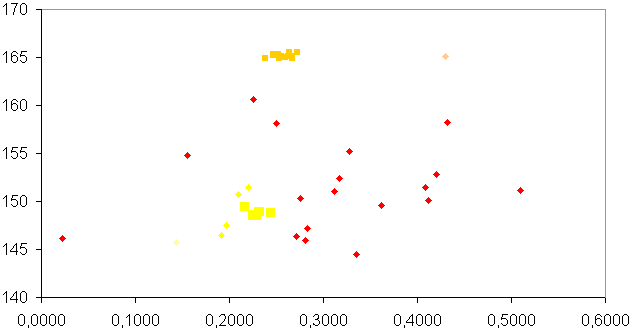
Inclinaisons des orbites (en °) en fonction de leur excentricité
Groupe de Carmé
Groupe d'Ananké
Groupe de Pasiphaé

- Le groupe de Carmé est centré sur un demi-grand axe de 23,404 Gm, une inclinaison de 165,2 ± 0,3° et une excentricité comprise entre 0,238 et 0,272. Seul S/2003 J 10 est un peu à part, à cause de sa grande excentricité.
- Le groupe d'Ananké est centré sur un demi-grand axe de 21,276 Gm, une inclinaison de 149 ± 0,5° et une excentricité comprise entre 0,216 et 0,244. Ses limites sont cependant plus floues. Les huit lunes formant le cœur du groupe (S/2003 J 16, S/2003 J 21, Euanthé, Orthosie, Harpalyké, Praxidiké, Thyoné, S/2003 J 22, Ananké, Jocaste) sont bien groupées, mais l'attribution des huit autres au groupe est plus ou moins discutable.
- Le groupe de Pasiphaé, enfin, comprend toutes les autres lunes externes, à l'exception de S/2003 J 2, la plus externe ; il est centré sur un demi-grand axe de 23 624 Mm, une inclinaison de 151,4 ± 6,9° et une excentricité comprise entre 0,156 et 0,432. Si ce groupe correspond à une réalité physique, il doit être ancien pour que ses membres soient aussi dispersés.

## Table
Ci-dessous est présentée la liste des 82 satellites connus de Jupiter.
Les satellites extérieurs semblent déroger à la troisième loi de Kepler dans cette liste. Ceci provient de ce que la table est triée par ordre de période moyenne croissante, ce qui est, dans ce cas-ci, différent de l'ordre de distance moyenne croissante : les satellites extérieurs ont des orbites en évolution constante, et les valeurs moyennes ne restent pas en correspondance comme les valeurs instantanées le font.
| Ordre | Label   | Nom            | Image | Désignation provisoire | Diamètre (km) | Masse (kg) | Demi-grand axe (km) | Période orbitale (d) | Période de rotation (d) | Inclinaison (°) | Excentricité | Masse volumique moyenne (kg/m3) | Gravité à la surface (m/s2) | Température de surface (K) | Albédo moyen | Pression atmosphérique (Pa) | Groupe             | Date de découverte | Découvreur                                                  |
| ----- | ------- | -------------- | ----- | ---------------------- | ------------- | ---------- | ------------------- | -------------------- | ----------------------- | --------------- | ------------ | ------------------------------- | --------------------------- | -------------------------- | ------------ | --------------------------- | ------------------ | ------------------ | ----------------------------------------------------------- |
| 1     | XVI     | Métis          |       | S/1979 J 3             | 43            | 1.2e17     | 128 000             | 0,294780             | 0,294780 (synchrone)    | 0,019           | 0,0012       | 0,86 × 103                      | 0,005                       | ~123                       | 0,061±0,003  | 0                           | Amalthée           | 1979               | S. Synnott                                                  |
| 2     | XV      | Adrastée       |       | S/1979 J 1             | 16            | 7.5e15     | 129 000             | 0,29826              | 0,29826 (synchrone)     | 0,054           | 0,0018       | 0,86 × 103                      | ~0,002                      | ~122                       | 0,1±0,045    | 0                           | Amalthée           | 8 juillet 1979     | D. C. Jewitt, G. E. Danielson                               |
| 3     | V       | Amalthée       |       | -                      | 167           | 2.1e18     | 181 400             | 0,49817943           | 0,49817943 (synchrone)  | 0,388           | 0,0031       | 0,857±0,099 × 103               | ~0,020                      | 120 à 165                  | 0,090±0,005  | 0                           | Amalthée           | 9 septembre 1892   | E. Barnard                                                  |
| 4     | XIV     | Thébé          |       | S/1979 J 2             | 99            | 1.5e18     | 221 900             | 0,674536             | 0,674536 (synchrone)    | 1,070           | 0,0177       | 0,86 × 103                      | ~0,020                      | ~124                       | 0,047±0,003  | 0                           | Amalthée           | 5 mars 1979        | S. Synnott                                                  |
| 5     | I       | Io             |       | -                      | 3 643         | 8.9e22     | 421 800             | 1,769                | 1,769 (synchrone)       | 0,036           | 0,0041       | 3,528±0,006 × 103               | 1,79                        | 130 (80 → 2000)            | 0,63±0,02    | ~0                          | Satellite galiléen | 7 janvier 1610     | Galilée                                                     |
| 6     | II      | Europe         |       | -                      | 3 122         | 4.8e22     | 671 100             | 3,551                | 3,551 (synchrone)       | 0,469           | 0,0094       | 3010                            | 1.31                        | 125                        | 0.67         | 10−6                        | Satellite galiléen | 8 janvier 1610     | Galilée, Simon Marius (?)                                   |
| 7     | III     | Ganymède       |       | -                      | 5 262         | 1.5e23     | 1 070 400           | 7,155                | 7,155 (synchrone)       | 0,170           | 0,0011       | 1,942±0,005 × 103               | 1,428                       | ≈109                       | 0,43±0,02    | ~0                          | Satellite galiléen | 11 janvier 1610    | Galilée                                                     |
| 8     | IV      | Callisto       |       | -                      | 4 821         | 1.1e23     | 1 882 700           | 16,6890184           | 16,6890184 (synchrone)  | 0,187           | 0,0074       | 1,834 4 ± 0,003 × 103           | 1,235                       | 134 ± 11 (80 → 165)        | 0,22         | 7,5 × 10-7                  | Satellite galiléen | 7 janvier 1610     | Galilée                                                     |
| 9     | XVIII   | Thémisto       |       | S/2000 J 1             | 8             | 6.9e14     | 7 284 000           | 130,020              |                         | 43,259          | 0,2426       | 2,6 × 103                       | 0,0029                      | ~124                       | 0,04         | 0                           | Thémisto           | 30/09/1975         | C. Kowal, E. Roemer                                         |
| 10    | XIII    | Léda           |       |                        | 20            | 1.1e16     | 11 165 000          | 240,920              |                         | 27,457          | 0,1636       | 2,6 × 103                       | 0,0073                      | ~124                       | 0,04         | 0                           | Himalia            | 11/09/1974         | C. Kowal                                                    |
| 11    | VI      | Himalia        |       |                        | 170           | 6.7e18     | 11 461 000          | 251,73               | 0,3242                  | 27,496          | 0,1623       | 2,6 × 103                       | 0,062                       | ~124                       | 0,04         | 0                           | Himalia            | 03/12/1904         | C. Perrine                                                  |
| 12    | X       | Lysithée       |       |                        | 36            | 6.3e16     | 11 717 000          | 259,200              |                         | 28,302          | 0,1124       | 2,6 × 103                       | 0,013                       | ~124                       | 0,04         | 0                           | Himalia            | 06/07/1938         | Seth Barnes Nicholson                                       |
| 13    | VII     | Élara          |       |                        | 86            | 8.7e17     | 11 741 000          | 259,640              |                         | 26,627          | 0,2174       | 2,6 × 103                       | 0,031                       | ~124                       | 0,04         | 0                           | Himalia            | 02/01/1905         | C. Perrine                                                  |
| 14    | LIII    | Dia            |       | S/2000 J 11            | 4             | 9.0e13     | 12 555 000          | 286,950              |                         | 28,273          | 0,2484       |                                 |                             |                            |              |                             | Himalia            | 2000               | S. Sheppard, D. Jewitt, J. Kleyna, Y. Fernández, E. Magnier |
| 15    | XLVI    | Carpo          |       | S/2003 J 20            | 3             | 4.5e13     | 16 989 000          | 456,100              |                         | 51,395          | 0,4297       |                                 |                             |                            | Albedo       | 0                           | ?                  | 09/02/2003         | S. Sheppard et al.                                          |
| 16    | -       | S/2003 J 12    |       | S/2003 J 12            | 1             | 1.5e12     | 17 582 000          | 489,500              |                         | 151,140         | 0,5095       |                                 |                             |                            |              | 0                           | ?                  | 08/02/2003         | S. Sheppard et al.                                          |
| 17    | XXXIV   | Euporie        |       | S/2001 J 10            | 2             | 1.5e13     | 19 304 000          | 550,740              |                         | 145,767         | 0,1432       | 2,6 × 103                       |                             | ~124                       | 0,04         | 0                           | Ananké ?           | 11/12/2001         | S. Sheppard et al.                                          |
| 18    | LXXII   | Jupiter LXXII  |       | S/2011 J 1             | 2             | ?          | 22 462 000          | 582,2                |                         | 162,82963       | 0,2962952    |                                 |                             |                            |              |                             | ?                  | 27/09/2011         | S. S. Sheppard                                              |
| 19    | LX      | Euphémé        |       | S/2003 J 3             | 2             | 1.5e13     | 20 221 000          | 583,880              |                         | 147,550         | 0,1970       |                                 |                             |                            |              |                             | Ananké ?           | 05/02/2003         | Sheppard et al.                                             |
| 20    | LII     | Jupiter LII    |       | S/2010 J 2             | 1             | ?          | 20 307 150          | ?                    |                         | 150,4           | 0,307        |                                 |                             |                            |              |                             | ?                  | 2010               | Christian Veillet                                           |
| 21    | LV      | Jupiter LV     |       | S/2003 J 18            | 2             | 1.5e13     | 20 514 000          | 596,590              |                         | 146,104         | 0,0221       |                                 |                             |                            |              | 0                           | Ananké ?           | 06/02/2003         | S. Sheppard et al.                                          |
| 22    | LIV     | Jupiter LIV    |       | S/2016 J 1             | 1             |            | 20 650 845          |                      |                         |                 |              |                                 |                             |                            |              |                             |                    |                    |                                                             |
| 23    | -       | S/2003 J 16    |       | S/2003 J 16            | 2             | 1.5e13     | 20 957 000          | 616,360              |                         | 148,537         | 0,2246       |                                 |                             |                            |              | 0                           | Ananké             | 06/02/2003         | S. Sheppard et al.                                          |
| 24    | XL      | Mnémé          |       | S/2003 J 21            | 2             | 1.5e13     | 21 069 000          | 620,040              |                         | 148,635         | 0,2273       |                                 |                             |                            |              | 0                           | Ananké             | 09/02/2003         | S. Sheppard et al.                                          |
| 25    | XXXIII  | Euanthé        |       | S/2001 J 7             | 3             | 4.5e13     | 20 797 000          | 620,490              |                         | 148,910         | 0,2321       | 2,6 × 103                       | ~0,0012                     |                            | 0,04         | 0                           | Ananké             | 11 décembre 2001   | Scott S. Sheppard, David Jewitt et Jan Kleyna               |
| 26    | XXXV    | Orthosie       |       | S/2001 J 9             | 2             | 1.5e13     | 20 720 000          | 622,560              |                         | 145,921         | 0,2808       | 2,6 × 103                       | ~0,00081                    |                            | 0,04         |                             | Ananké ?           | 11 décembre 2001   | Scott S. Sheppard, David Jewitt et Jan Kleyna               |
| 27    | XXII    | Harpalycé      |       | S/2000 J 5             | 4             | 1.2e14     | 20 858 000          | 623,310              |                         | 148,644         | 0,2268       | 2,6 × 103                       |                             |                            | 0,04         | 0                           | Ananké             | 23/11/2000         | Sheppard et al.                                             |
| 28    | XXVII   | Praxidiké      |       | S/2000 J 7             | 7             | 4.3e14     | 20 907 000          | 625,380              |                         | 148,967         | 0,2308       | 2,6 × 103                       |                             |                            | 0,04         | 0                           | Ananké             | 23/11/2000         | Sheppard et al.                                             |
| 29    | XXIX    | Thyoné         |       | S/2001 J 2             | 4             | 9e13       | 20 939 000          | 627,210              |                         | 148,509         | 0,2286       | 2,6 × 103                       | ~0,0015                     |                            | 0,04         |                             | Ananké             | 11 décembre 2001   | Scott S. Sheppard, David Jewitt et Jan Kleyna               |
| 30    | XLII    | Thelxinoé      |       | S/2003 J 22            | 2             | 1.5e13     | 21 162 000          | 628,090              |                         | 151,417         | 0,2206       |                                 |                             |                            |              | 0                           | Ananké ?           | 09/02/2003         | S. Sheppard et al.                                          |
| 31    | XII     | Ananké         |       |                        | 28            | 3e16       | 21 276 000          | 629,770              |                         | 148,889         | 0,2435       | 2,6 × 103                       | 0,010                       | ~124                       | 0,04         | 0                           | Ananké             | 28/09/1951         | S. Nicholson                                                |
| 32    | XXIV    | Jocaste        |       | S/2000 J 3             | 5             | 1.9e14     | 21 061 000          | 631,600              |                         | 149,429         | 0,2160       | 2,6 × 103                       |                             |                            | 0,04         | 0                           | Ananké             | 23/11/2000         | Sheppard et al.                                             |
| 33    | XXX     | Hermippé       |       | S/2001 J 3             | 4             | 9e13       | 21 131 000          | 633,900              |                         | 150,725         | 0,2096       | 2,6 × 103                       | ~0,0015                     |                            | 0,04         |                             | Ananké ?           | 9 décembre 2001    | Scott S. Sheppard, David Jewitt et Jan Kleyna               |
| 34    | XLV     | Hélicé         |       | S/2003 J 6             | 4             | 9e13       | 21 263 000          | 634,770              |                         | 154,773         | 0,1558       | 2,6 × 103                       |                             |                            | 0,04         | 0                           | Ananké             | 06/02/2003         | Sheppard et al.                                             |
| 35    | LVIII   | Philophrosyne  |       | S/2003 J 15            | 2             | 1.5e13     | 22 627 000          | 689,770              |                         | 146,501         | 0,1910       |                                 |                             |                            |              | 0                           | Ananké             | 06/02/2003         | S. Sheppard et al.                                          |
| 36    | L       | Hersé          |       | S/2003 J 17            | 2             | 1.5e13     | 22 992 000          | 714,470              |                         | 164,917         | 0,2378       |                                 |                             |                            |              | 0                           | Carmé              | 08/02/2003         | S. Sheppard et al.                                          |
| 37    | -       | S/2003 J 10    |       | S/2003 J 10            | 2             | 1.5e13     | 23 041 000          | 716,250              |                         | 165,086         | 0,4295       | 2,6 × 103                       |                             |                            | 0,04         |                             | Carmé ?            | 06/02/2003         | S. Sheppard et al.                                          |
| 38    | XXXII   | Eurydomé       |       | S/2001 J 4             | 3             | 4.5e13     | 22 865 000          | 717,330              |                         | 150,274         | 0,2759       | 2,6 × 103                       | ~0,0012                     |                            | 0,04         |                             | Pasiphaé ?         | 9 décembre 2001    | Scott S. Sheppard, David Jewitt et Jan Kleyna               |
| 39    | XXXVIII | Pasithée       |       | S/2001 J 6             | 2             | 1.5e13     | 23 004 000          | 719,440              |                         | 165,138         | 0,2675       | 2,6 × 103                       | ~0,00081                    |                            | 0,04         |                             | Carmé              | 11 décembre 2001   | Scott S. Sheppard, David Jewitt et Jan Kleyna               |
| 40    | XXI     | Chaldéné       |       | S/2000 J 10            | 4             | 7.5e13     | 23 100 000          | 723,700              |                         | 165,191         | 0,2519       | 2,6 × 103                       |                             |                            | 0,04         | 0                           | Carmé              | 26/11/2000         | Sheppard et al.                                             |
| 41    | XLIII   | Arché          |       | S/2002 J 1             | 3             | 4.5e13     | 22 931 000          | 723,900              |                         | 165,001         | 0,2588       | 2,6 × 103                       | ~0,0012                     |                            | 0,04         |                             | Carmé              | 31 octobre 2002    | Scott S. Sheppard                                           |
| 42    | LVI     | Jupiter LVI    |       | S/2011 J 2             | 1             | ?          | 23 463 885          | 725,06               |                         | 151,85138       | 0,3866892    |                                 |                             |                            |              |                             | ?                  | 27/09/2011         | S. S. Sheppard                                              |
| 43    | XXVI    | Isonoé         |       | S/2000 J 6             | 4             | 7.5e13     | 23 155 000          | 726,250              |                         | 165,268         | 0,2471       | 2,6 × 103                       |                             |                            | 0,04         | 0                           | Carmé              | 23/11/2000         | Sheppard et al.                                             |
| 44    | XXV     | Érinomé        |       | S/2000 J 4             | 3             | 4.5e13     | 23 196 000          | 728,510              |                         | 164,934         | 0,2665       | 2,6 × 103                       |                             |                            | 0,04         | 0                           | Carmé              | 23/11/2000         | Sheppard et al.                                             |
| 45    | XXXVII  | Calé           |       | S/2001 J 8             | 2             | 1.5e13     | 23 217 000          | 729,470              |                         | 164,996         | 0,2599       | 2,6 × 103                       | ~0,00081                    |                            | 0,04         |                             | Carmé              | 9 décembre 2001    | Scott S. Sheppard, David Jewitt et Jan Kleyna               |
| 46    | XXXI    | Aitné          |       | S/2001 J 11            | 3             | 4.5e13     | 23 229 000          | 730,180              |                         | 165,091         | 0,2643       | 2,6 × 103                       | ~0,0012                     |                            | 0,04         |                             | Carmé              | 9 décembre 2001    | Scott S. Sheppard, David Jewitt et Jan Kleyna               |
| 47    | XX      | Taygète        |       | S/2000 J 9             | 5             | 1.6e14     | 23 280 000          | 732,410              |                         | 165,272         | 0,2525       | 2,6 × 103                       |                             |                            | 0,04         | 0                           | Carmé              | 25/11/2000         | Sheppard et al.                                             |
| 48    | LI      | Jupiter LI     |       | S/2010 J 1             | 2             | ?          | 23 314 335          | ?                    |                         | 163,2           | 0,230        |                                 |                             |                            |              |                             | ?                  | 2010               | R. Jacobson, M. Brozovic, B. Gladman et M. Alexandersen.    |
| 49    | -       | S/2003 J 23    |       | S/2003 J 23            | 2             | 1.5e13     | 23 563 000          | 732,440              |                         | 146,314         | 0,2714       | 2,6 × 103                       | 0,00081                     |                            | 0,04         | 0                           | Pasiphaé           | 31 janvier 2004    | S. Sheppard, D. Jewitt, J. Kleyna et Y. Fernández           |
| 50    | -       | S/2003 J 9     |       | S/2003 J 9             | 1             | 1.5e12     | 23 384 000          | 733,290              |                         | 165,079         | 0,2632       | 2,6 × 103                       |                             |                            | 0,04         |                             | Carmé              | 06/02/2003         | Sheppard et al.                                             |
| 51    | XI      | Carmé          |       |                        | 46            | 1.3e17     | 23 404 000          | 734,170              |                         | 164,907         | 0,2533       | 2,6 × 103                       | 0,017                       | ~124                       | 0,04         | 0                           | Carmé              | 30/07/1938         | Seth Barnes Nicholson                                       |
| 52    | LVII    | Eiréné         |       | S/2003 J 5             | 4             | 9.0e13     | 23 495 000          | 738,730              |                         | 165,247         | 0,2478       |                                 |                             |                            |              |                             | Carmé              | 06/02/2003         | Sheppard et al.                                             |
| 53    | XXXIX   | Hégémone       |       | S/2003 J 8             | 3             | 4.5e13     | 23 947 000          | 739,600              |                         | 155,214         | 0,3276       | 2,6 × 103                       |                             |                            | 0,04         | 0                           | Pasiphaé           | 08/02/2003         | Sheppard et al.                                             |
| 54    | LXI     | Jupiter LXI    |       | S/2003 J 19            | 2             | 1.5e13     | 23 533 000          | 740,420              |                         | 165,153         | 0,2556       |                                 |                             |                            |              | 0                           | Carmé              | 06/02/2003         | S. Sheppard et al.                                          |
| 55    | LIX     | Jupiter LIX    |       | S/2017 J 1             | 1             |            | 23 547 105          |                      |                         |                 |              |                                 |                             |                            |              |                             |                    |                    |                                                             |
| 56    | XXIII   | Calycé         |       | S/2000 J 2             | 5             | 1.9e14     | 23 566 000          | 742,030              |                         | 165,159         | 0,2465       | 2,6 × 103                       |                             |                            | 0,04         | 0                           | Carmé              | 23/11/2000         | Sheppard et al.                                             |
| 57    | VIII    | Pasiphaé       |       |                        | 60            | 3.0e17     | 23 624 000          | 743,630              |                         | 151,431         | 0,4090       | 2,6 × 103                       | 0,022                       | ~124                       | 0,04         | 0                           | Pasiphaé           | 27/01/1908         | P. Melotte                                                  |
| 58    | XLVII   | Eukéladé       |       | S/2003 J 1             | 4             | 9.0e13     | 23 661 000          | 746,390              |                         | 165,482         | 0,2721       | 2,6 × 103                       |                             |                            | 0,04         | 0                           | Carmé              | 06/02/2003         | Sheppard et al.                                             |
| 59    | XXXVI   | Spondé         |       | S/2001 J 5             | 2             | 1.5e13     | 23 487 000          | 748,340              |                         | 150,998         | 0,3121       | 2,6 × 103                       | ~0,00081                    |                            | 0,04         |                             | Pasiphaé           | 9 décembre 2001    | Scott S. Sheppard, David Jewitt et Jan Kleyna               |
| 60    | XLVIII  | Cyllène        |       | S/2003 J 13            | 2             | 1.5e13     | 23 951 000          | 751,940              |                         | 150,123         | 0,4116       | 2,6 × 103                       |                             |                            | 0,04         | 0                           | Pasiphaé           | 09/02/2003         | Sheppard et al.                                             |
| 61    | XIX     | Mégaclité      |       | S/2000 J 8             | 5             | 2.1e14     | 23 493 000          | 752,880              |                         | 152,769         | 0,4197       | 2,6 × 103                       |                             |                            | 0,04         | 0                           | Pasiphaé           | 25/11/2000         | Sheppard et al.                                             |
| 62    | -       | S/2003 J 4     |       | S/2003 J 4             | 2             | 1.5e13     | 23 930 000          | 755,240              |                         | 149,581         | 0,3618       |                                 |                             |                            |              |                             | Pasiphaé           | 05/02/2003         | Sheppard et al.                                             |
| 63    | XVII    | Callirrhoé     |       | S/1999 J 1             | 9             | 8.7e14     | 24 103 000          | 758,770              |                         | 147,158         | 0,2828       | 2,6 × 103                       | ~0,0031                     |                            | 0,04         | 0                           | Pasiphaé           | 6 octobre 1999     | Spacewatch                                                  |
| 64    | IX      | Sinopé         |       |                        | 38            | 7.5e16     | 23 939 000          | 758,900              |                         | 158,109         | 0,2495       | 2,6 × 103                       | 0,014                       | ~124                       | 0,04         | 0                           | Pasiphaé           | 22/07/1914         | S. Nicholson                                                |
| 65    | XXVIII  | Autonoé        |       | S/2001 J 1             | 4             | 9.0e13     | 24 046 000          | 760,950              |                         | 152,416         | 0,3168       | 2,6 × 103                       | ~0,0015                     |                            | 0,04         |                             | Pasiphaé           | 10 décembre 2001   | Scott S. Sheppard, David Jewitt et Jan Kleyna               |
| 66    | XLI     | Aédé           |       | S/2003 J 7             | 4             | 9.0e13     | 23 981 000          | 761,500              |                         | 158,257         | 0,4322       | 2,6 × 103                       |                             |                            | 0,04         | 0                           | Pasiphaé           | 08/02/2003         | Sheppard et al.                                             |
| 67    | XLIV    | Callichore     |       | S/2003 J 11            | 2             | 1.5e13     | 24 043 000          | 764,730              |                         | 165,501         | 0,2640       | 2,6 × 103                       |                             |                            | 0,04         |                             | Carmé ?            | 06/02/2003         | Sheppard et al.                                             |
| 68    | XLIX    | Coré           |       | S/2003 J 14            | 2             | 1.5e13     | 24 011 000          | 779,180              |                         | 144,529         | 0,3351       |                                 |                             |                            |              | 0                           | Pasiphaé           | 08/02/2003         | S. Sheppard et al.                                          |
| 69    | -       | S/2003 J 2     |       | S/2003 J 2             | 2             | 1.5e13     | 29 541 000          | 979,990              |                         | 160,638         | 0,2255       |                                 |                             |                            |              | 0                           | ?                  | 05/02/2003         | S. Sheppard et al.                                          |
|       | LXXI    | Ersa           |       | S/2018 J 1             | 3             |            | 11 483 000          | 22.9                 |                         | 30.61           | 0.094        |                                 |                             |                            |              |                             | Himalia            | 11/05/2018         | S. Sheppard et al.                                          |
|       | LXII    | Valétudo       |       | S/2016 J 2             | 1             |            | 18 980 000          |                      |                         |                 |              |                                 |                             |                            |              |                             |                    |                    |                                                             |
|       | LXIII   | Jupiter LXIII  |       | S/2017 J 2             | 2             |            | 23 303 000          |                      |                         |                 |              |                                 |                             |                            |              |                             |                    |                    |                                                             |
|       | LXIV    | Jupiter LXIV   |       | S/2017 J 3             | 2             |            | 20 694 000          |                      |                         |                 |              |                                 |                             |                            |              |                             |                    |                    |                                                             |
|       | LXV     | Pandia         |       | S/2017 J 4             | 3             |            | 11 525 000          |                      |                         |                 |              |                                 |                             |                            |              |                             |                    |                    |                                                             |
|       | LXVI    | Jupiter LXVI   |       | S/2017 J 5             | 2             |            | 23 232 000          |                      |                         |                 |              |                                 |                             |                            |              |                             |                    |                    |                                                             |
|       | LXVII   | Jupiter LXVII  |       | S/2017 J 6             | 2             |            | 22 455 000          |                      |                         |                 |              |                                 |                             |                            |              |                             |                    |                    |                                                             |
|       | LXVIII  | Jupiter LXVIII |       | S/2017 J 7             | 2             |            | 20 627 000          |                      |                         |                 |              |                                 |                             |                            |              |                             |                    |                    |                                                             |
|       | LXIX    | Jupiter LXIX   |       | S/2017 J 8             | 1             |            | 23 232 700          |                      |                         |                 |              |                                 |                             |                            |              |                             |                    |                    |                                                             |
|       | LXX     | Jupiter LXX    |       | S/2017 J 9             | 3             |            | 21 487 000          |                      |                         |                 |              |                                 |                             |                            |              |                             |                    |                    |                                                             |
|       |         | S/2003 J 24    |       | S/2003 J 24            |               |            |                     |                      |                         |                 |              |                                 |                             |                            |              |                             |                    |                    |                                                             |
|       |         | S/2018 J 2     |       | S/2018 J 2             |               |            |                     |                      |                         |                 |              |                                 |                             |                            |              |                             |                    |                    |                                                             |
|       |         | S/2011 J 3     |       | S/2011 J 3             |               |            |                     |                      |                         |                 |              |                                 |                             |                            |              |                             |                    |                    |                                                             |
|       |         | S/2018 J 4     |       | S/2018 J 4             |               |            |                     |                      |                         |                 |              |                                 |                             |                            |              |                             |                    |                    |                                                             |
|       |         | S/2021 J 1     |       | S/2021 J 1             |               |            |                     |                      |                         |                 |              |                                 |                             |                            |              |                             |                    |                    |                                                             |
|       |         | S/2021 J 2     |       | S/2021 J 2             |               |            |                     |                      |                         |                 |              |                                 |                             |                            |              |                             |                    |                    |                                                             |
|       |         | S/2021 J 3     |       | S/2021 J 3             |               |            |                     |                      |                         |                 |              |                                 |                             |                            |              |                             |                    |                    |                                                             |
|       |         | S/2016 J 3     |       | S/2016 J 3             |               |            |                     |                      |                         |                 |              |                                 |                             |                            |              |                             |                    |                    |                                                             |
|       |         | S/2018 J 3     |       | S/2018 J 3             |               |            |                     |                      |                         |                 |              |                                 |                             |                            |              |                             |                    |                    |                                                             |
|       |         | S/2021 J 4     |       | S/2021 J 4             |               |            |                     |                      |                         |                 |              |                                 |                             |                            |              |                             |                    |                    |                                                             |
|       |         | S/2021 J 5     |       | S/2021 J 5             |               |            |                     |                      |                         |                 |              |                                 |                             |                            |              |                             |                    |                    |                                                             |
|       |         | S/2021 J 6     |       | S/2021 J 6             |               |            |                     |                      |                         |                 |              |                                 |                             |                            |              |                             |                    |                    |                                                             |
|       |         | S/2016 J 4     |       | S/2016 J 4             |               |            |                     |                      |                         |                 |              |                                 |                             |                            |              |                             |                    |                    |                                                             |

Les paramètres orbitaux des lunes portant une désignation temporaire sont susceptibles d'être corrigés dans un proche avenir.

## Quasi-satellites de Jupiter
- Quasi-satellites de Jupiter [86],[87] :
  - (118624) 2000 HR24 (temporaire vers 2050)
  - 2001 QQ199
  - (241944) 2002 CU147
  - 2004 AE9
  - 2006 QL39 (temporaire)
  - 2007 GH6
  - 200P/Larsen
  - P/2003 WC7 (LINEAR-Catalina)
  - P/2002 AR2 (LINEAR)